# Dimitri Payet
Dimitri Payet (Saint-Pierre, Réunion, 29. ožujka 1987.), francuski je nogometaš koji igra na poziciji napadačkog veznog. Trenutačno igra za brazilski klub Vasco da Gama. 
Payet je u West Ham United stigao u ljeto 2015. godine za 15 milijuna eura, a u 2016./17. sezoni je u 22 utakmice zabio tri gola uz osam asistencija. Problemi su započeli u prosincu 2016. kad je Payet rekao treneru Slavenu Biliću da želi napustiti klub te je odbio igrati i trenirati s prvom momčadi. "Naglasili smo da ne želimo prodavati najbolje igrače, ali Dimitri Payet više ne želi igrati za West Ham. Nema šanse da ćemo ga prodati. Nije riječ o novcu, nego o tome da želimo zadržati najbolje igrače. Payetu smo dali dugi ugovor baš zato što želimo da ostane", izjavio je Slaven Bilić. Prebačen je u drugu momčad u kojoj je krajem siječnja također odbio trenirati. Ipak su ga Hammersi prodali Olympique de Marseilleu na kraju zimskog prijelaznog roka.

## Vanjske poveznice
- Profil na Transfermarktu
- Profil na Soccerwayu